# Cristian Popa
Cristian Popa (n. 17 mai 1964, București) este un economist român, care a îndeplinit funcțiile de viceguvernator și membru al Consiliului de administrație al Băncii Naționale a României. 

## Biografie
Cristian Popa s-a născut la data de 17 mai 1964 în orașul București. A absolvit cursurile Facultății de Comerț din cadrul A.S.E. București. A obținut titlul științific de doctor în economie și a lucrat ca economist șef la Banca Națională a României și consilier al lui Mugur Isărescu.
În ședința camerelor reunite ale Parlamentului României din 16 decembrie 1998, dr. Cristian Popa a fost numit în funcția de viceguvernator și membru al Consiliului de administrație al Băncii Naționale a României. La data de 28 septembrie 2004, Parlamentul României i-a reînnoit acest mandat pentru un termen de 5 ani. 
Cristian Popa a fost decorat cu următoarele ordine:
- Ordinul Național „Pentru Merit” în grad de Mare Ofițer (2000)
- Ordinul "Meritul Industrial și Comercial" în grad de Mare Ofițer (2 februarie 2007), pentru "cea mai spectaculoasă perioadă de creștere de după de cel de-al Doilea Război Mondial", cu această ocazie fiind decorat întregul Consiliu de Administrație al BNR. [1]

Vorbește la perfecție engleza și franceza. Este un foarte bun negociator în relațiile cu organismele internaționale, fiind responsabil cu politica monetară.